# キム・ヘユン
キム・ヘユン（ハングル：김혜윤、1996年11月10日 - ）は、韓国の女優。

## 出演

### 映画
- かくれんぼ（2013年）
- 赤道（2015年）
- バッカス・レディ（2016年）
- 殺人者の記憶法（2017年）
- 未成年（2019年）[1]
- ザ・バッド・ガイズ（2019年）
- 殺人鬼から逃げる夜（原題：ミッドナイト）（2021年）
- ブルドーザー少女（2021年）[2]
- 同感〜時が交差する初恋〜（2022年）

### テレビドラマ
主演作は太字
- 大風水（2012年、SBS）
- 会いたい（2012年、MBC）
- 黙ってファミリー（2012年、KBS2）
- 夢みるサムセン（2013年、KBS2） - チョン・ユンヒ（少女時代）役
- 野王〜愛と欲望の果て〜（2013年、SBS） - バス停の少女役
- 君の声が聞こえる（2013年、SBS） - キム・ヨンジン役
- 怪しい家政婦（2013年、SBS） - パン・スヨン役
- バッドガイズ～悪い奴ら～（2014年、OCN） - オ・ジヨン役
- 高慢と偏見（2014年、MBC） - カン・ハンナ役
- 星から来たあなた（2014年、SBS）
- まさにあなたみたいな娘（2015年、MBC） - マ・チソン（少女時代）役
- 帰ってきたファン・グムボク（2015年、SBS） - ファン・ウンシル（少女時代）役
- 身分を隠せ（2015年、tvN） - チャン・ミンジュ（少女時代）役
- ミセスカップ（2015年、SBS） - 家出した女子学生役
- ミステリー新入生（2016年、SBS） - 大学生役
- ドクターズ〜恋する気持ち〜（2016年、SBS） - 女子高生役
- シンデレラと4人の騎士＜ナイト＞（2016年、tvN） - コンビニのアルバイト役
- ショッピング王ルイ（2016年、MBC） - ソン・ヨンア役
- 青い海の伝説（2016年 - 2017年、SBS） - チャン・ジンオクの娘役
- トッケビ〜君がくれた愛しい日々〜（2016年 - 2017年、tvN）
- 三つ色のファンタジー 恋する指輪（2017年、MBC）
- 自己発光オフィス（2017年、MBC）
- 愛の迷宮～トンネル～（2017年、OCN） - キム・ヨンジャ（少女時代）役
- 今日、妻やめます～偽りの家族～（2017年 - 2018年、MBC） - チョン・スジ役
- おしえて!イルスン（2018年、SBS）
- ここに来て抱きしめて（2018年、MBC） - ヨンシル役
- 美味しい初恋～ゴハン行こうよ～（2018年、tvN）
- SKYキャッスル～上流階級の妻たち～（2018年 - 2019年、JTBC） - カン・イェソ役
- 偶然見つけたハル（2019年、MBC）- ウン・ダノ役[3]
- 青春の記録（2020年、tvN） - イ・ボラ役（カメオ出演）[4]
- 恋はオン♡エアー中!〜Live on〜（2020年 - 2021年、JTBC） - ソヒョン役（カメオ出演）
- 女神降臨（2020年 - 2021年、tvN） - ウン・ダノ役（カメオ出演）[5]
- 御史とジョイ（2021年、tvN） - キム・ジョイ役[6]
- スノードロップ（2021年 - 2022年、JTBC） - ケ・ブノク役[7]
- ソンジェ背負って走れ（2024年、tvN）-イム•ソル役

### Webドラマ
- ジョンジジョク片思い時点シーズン1（2016年、KOKTV）- キム・ヘユン 役（本人役）
- ジョンジジョク片思い時点シーズン2（2016年、KOKTV）- キム・ヘユン 役（本人役）
- 酔っ払い（2016年、KOKTV）- シン・ホジョン 役
- ジョンジジョク片思い時点シーズン3（2017年、KOKTV）- キム・ヘユン 役（本人役）
- 小能力者（2017年、KOKTV）- シン・ホジョン 役
- ソーシャルストーリー（2018年、JTBC）- キム・ヘユン 役（本人役）
- ジョンジジョク片思い時点特別編（2019年、KOKTV）- キム・ヘユン 役（本人役）

### バラエティ番組
- Running Man（2019年、SBS）[8]
- 知ってるお兄さん（2020年、JTBC）[9]
- 遊ぶなら何する?（2021年、MBC）[10]
- ジャングルの法則（2021年、SBS）[11]
- 暇さえあれば（2024年、SBS)

## 雑誌
- 「HIGH CUT」2020年3月号with ロウン(SF9)[12]
- 「＠star1」2021年1月号[13]

## 賞とノミネート

### 受賞
- 2019年「第55回百想芸術大賞 TV部門新人女優賞」（『SKYキャッスル』）[14]
- 2019年「第14回アジアモデルアワード ライジングスター賞」
- 2019年「第27回大韓民国文化演芸大賞 ドラマ部門最優秀演技賞」（『SKYキャッスル』）
- 2019年「第18回大韓民国ファーストブランド大賞 女優ライジングスター賞」[15]
- 2019年「MBC演技大賞 優秀女優賞」（『偶然見つけたハル』）[16]
- 2019年「MBC演技大賞 新人女優賞」（『偶然見つけたハル』）[17]
- 2020年「第5回アジアアーティストアワード 女優部門ポテンシャル賞」（『偶然見つけたハル』）[18]
- 2022年 「第21回ニューヨーク・アジアン映画祭 ライジングスター賞」（『ブルドーザー少女』）
- 2022年 「第43回青龍映画賞 新人女優賞」（『ブルドーザー少女』）
- 2022年 「第9回韓国映画制作家協会賞 新人俳優賞」（『ブルドーザー少女』）
- 2022年 「第58回大鐘賞映画祭 新人女優賞」（『ブルドーザー少女』）
- 2022年 「第42回黄金撮影賞 審査委員特別賞」（『ブルドーザー少女』）
- 2023年 「第10回野の花映画賞 新人俳優賞」（『ブルドーザー少女』）
- 2024年 「第6回ニューシス韓流エキスポ 国会文化体育観光委員長賞」（『ソンジェ背負って走れ』）
- 2024年 「2024今年のブランド大賞 女優ホットトレンド」
- 2024年 「第19回ソウルドラマアワード  アジアスター賞」（『ソンジェ背負って走れ』）
- 2024年 「第6回アジアコンテンツアワード＆グローバルOTTアワード ピープルズ・チョイス賞」（『ソンジェ背負って走れ』）
- 2024年 「第9回東亜ドットコム'sPICK賞」
- 2024年 「第9回アジアアーティストアワード ベストアクター賞」（『ソンジェ背負って走れ』）
- 2024年 「第9回アジアアーティストアワード ベストアーティスト賞」（『ソンジェ背負って走れ』）
- 2024年 「第9回アジアアーティストアワード 人気賞」（『ソンジェ背負って走れ』）
- 2024年 「第9回アジアアーティストアワード ベストカップル賞」（『ソンジェ背負って走れ』）
- 2024年 「第10回ソウルコンエイパンスターアワード 女優人気賞」（『ソンジェ背負って走れ』）
- 2024年 「第10回ソウルコンエイパンスターアワード ベストカップル賞」（『ソンジェ背負って走れ』）
- 2025年 「第61回百想芸術大賞 PRIZM人気賞」（『ソンジェ背負って走れ』）

### ノミネート
- 2019年「MBC演技大賞 ベストカップル賞 with ロウン(SF9)」（『偶然見つけたハル』）[19]
- 2019年「MBC演技大賞 ベストカップル賞 with イ・ジェウク」（『偶然見つけたハル』）
- 2021年「第7回APANスターアワード スター賞」（『偶然見つけたハル』）
- 2022年 「第31回釜日映画賞 新人女優賞」（『ブルドーザー少女』）
- 2022年 「第27回春史国際映画祭 新人女優賞」（『ブルドーザー少女』）
- 2023年 「第59回 百想芸術大賞 映画部門女性新人演技賞」（『ブルドーザー少女』）
- 2023年 「第21回ディレクターズカットアワード 今年の新しい女優賞」（『ブルドーザー少女』）
- 2024年 「第6回アジアコンテンツアワード＆グローバルOTTアワード  女性主演俳優賞」（『ソンジェ背負って走れ』）
- 2024年 「ファンデックスアワード2024 TVドラマ女性主演」（『ソンジェ背負って走れ』）
- 2024年 「第9回アジアアーティスト賞 大賞（今年の俳優）」（『ソンジェ背負って走れ』）
- 2024年 「第10回ソウルコンエイパンスターアワード 中編ドラマ女優優秀演技賞」（『ソンジェ背負って走れ』）
- 2025年 「第61回百想芸術大賞 TV部門女性最優秀演技賞」（『ソンジェ背負って走れ』）